# 2001 par pays en Europe
Chronologie de l'Europe : Les évènements par pays de l'année 2001 en Europe. Les évènements thématiques sont traités dans 2001 en Europe
1999 par pays en Europe - 2000 par pays en Europe - 2001 - 2002 par pays en Europe - 2003 par pays en Europe
1999 en Europe - 2000 en Europe - 2001 en Europe - 2002 en Europe - 2003 en Europe

## Continent européen
- x

## Andorre
- x

## Angleterre
- x

## Autriche
- x

## Belgique
- x

## Biélorussie
- x

## Bosnie-Herzégovine
- x

## Bulgarie
- x

## Chypre
- x

### République de Chypre
- x

### République turque de Chypre du Nord
- x

## Croatie
- x

## Danemark
- x

## Écosse
- x

## Estonie
- x

## Finlande
- x

## Hongrie
- x

## Irlande
- x

## Islande
- x

## Kosovo
- x

## Liechtenstein
- x

## Lettonie
- x

## Lituanie
- x

## Luxembourg
- x

## Macédoine
- x

## Malte
- x

## Moldavie
- x

## Monaco
- x

## Monténégro
- x

## Norvège
- x

## Pays-Bas
- x

## Pologne
- x

## Portugal
- x

## Serbie
- x

## Slovaquie
- x

## Slovénie
- x

## République tchèque
- x